# CMNF

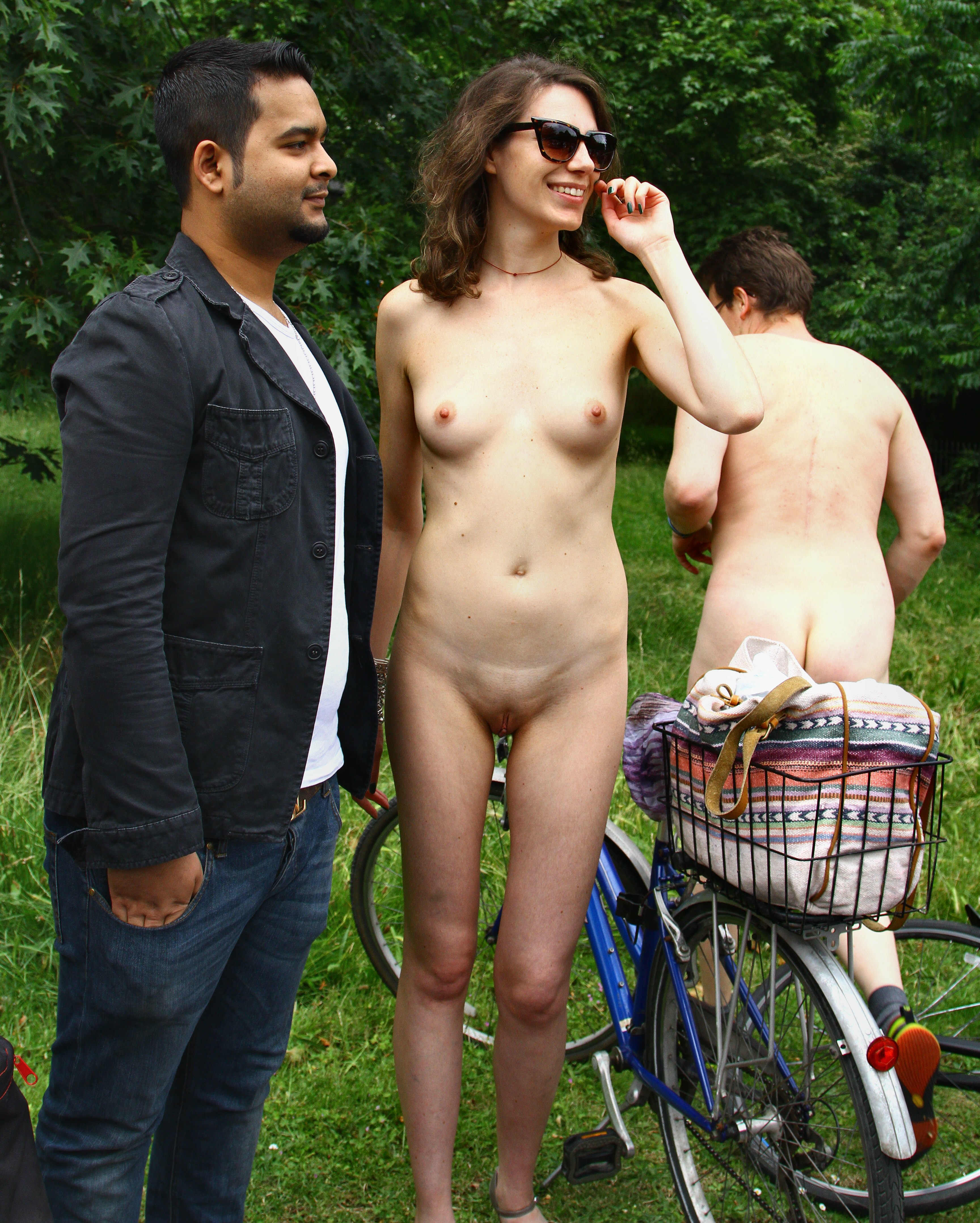
Geklede man naast een naakte vrouw op World Naked Bike Ride 2014 in Londen.

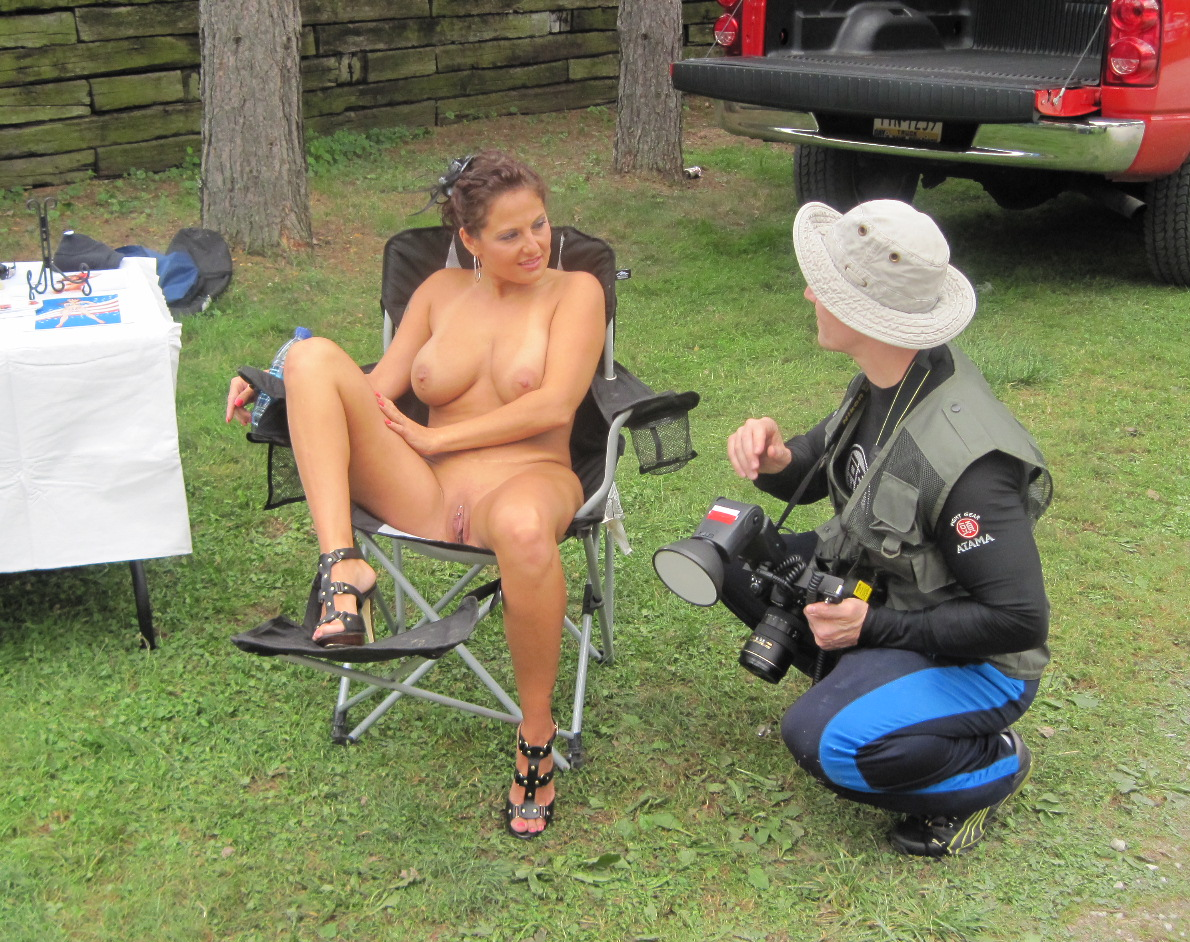
Naakte vrouw zittend en pratend met een geklede fotograaf op Nudes-A-Poppin'Nudes-A-Poppin' 2009.

CMNF, Engelstalig acroniem van Clothed Male, Nude Female, is een vorm van representatie van vrouwelijk naakt waarbij een of meer vrouwen naakt zijn, terwijl een of meer mannen gekleed zijn. Het moet worden beschouwd als een soort fetisjisme. De omgekeerde praktijk heet CFNM.

## In de media
Schrijver Earl Wilson vertelt in zijn boek Show Business Laid Bare over vele ervaringen met eenzijdig vrouwelijk naakt. In het hoofdstuk met de titel Cheri Caffaro: A Strange Interlewd vertelt Wilson over zijn ervaring met het interviewen van actrice Cheri Caffaro terwijl ze naakt was en hij volledig gekleed.

## Vertegenwoordiging in de kunst

De slavenmarkt, Jean-Léon Gérôme, ca. 1884
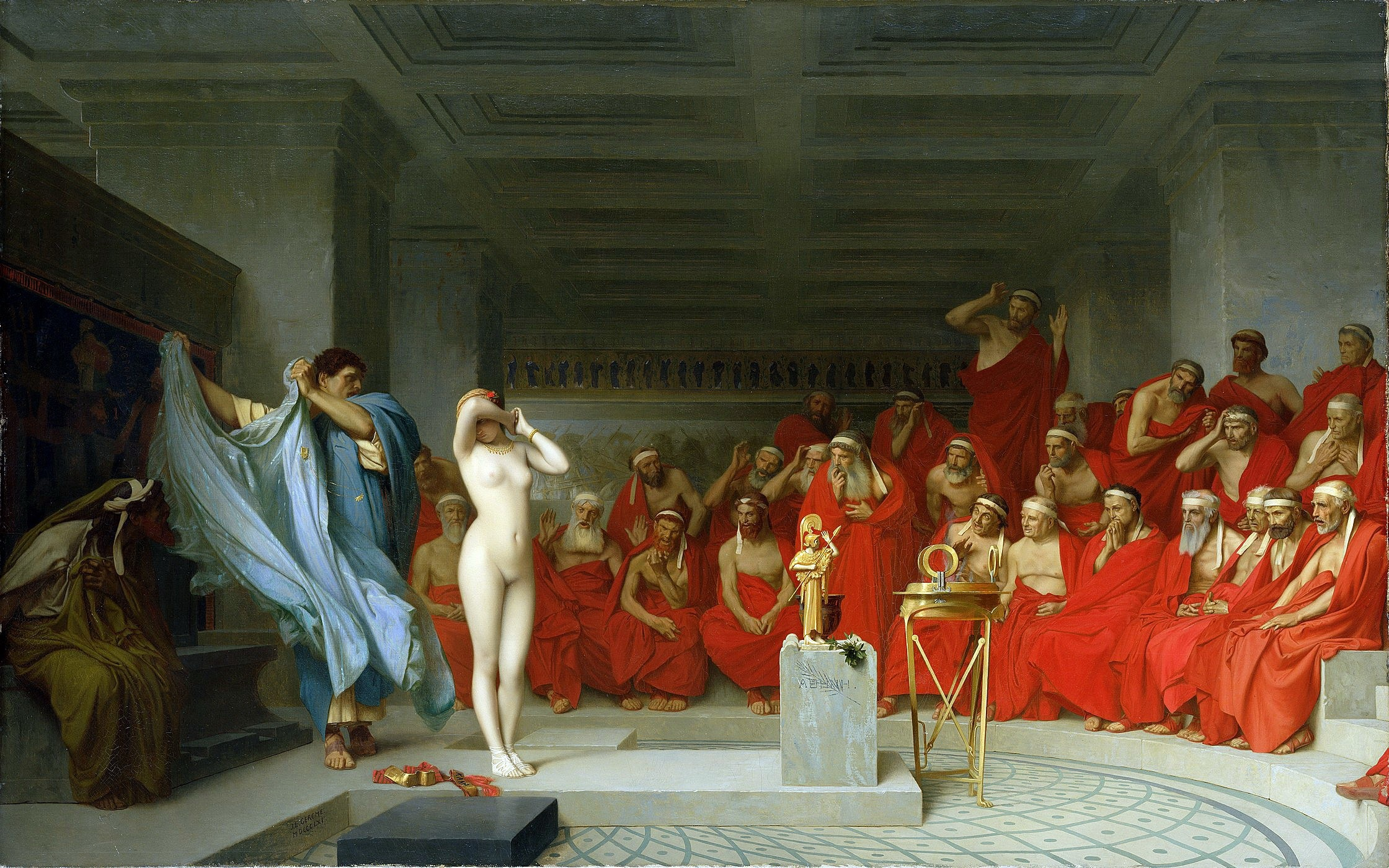
Phryne voor de Areopaag, Jean-Léon Gérôme, 1861
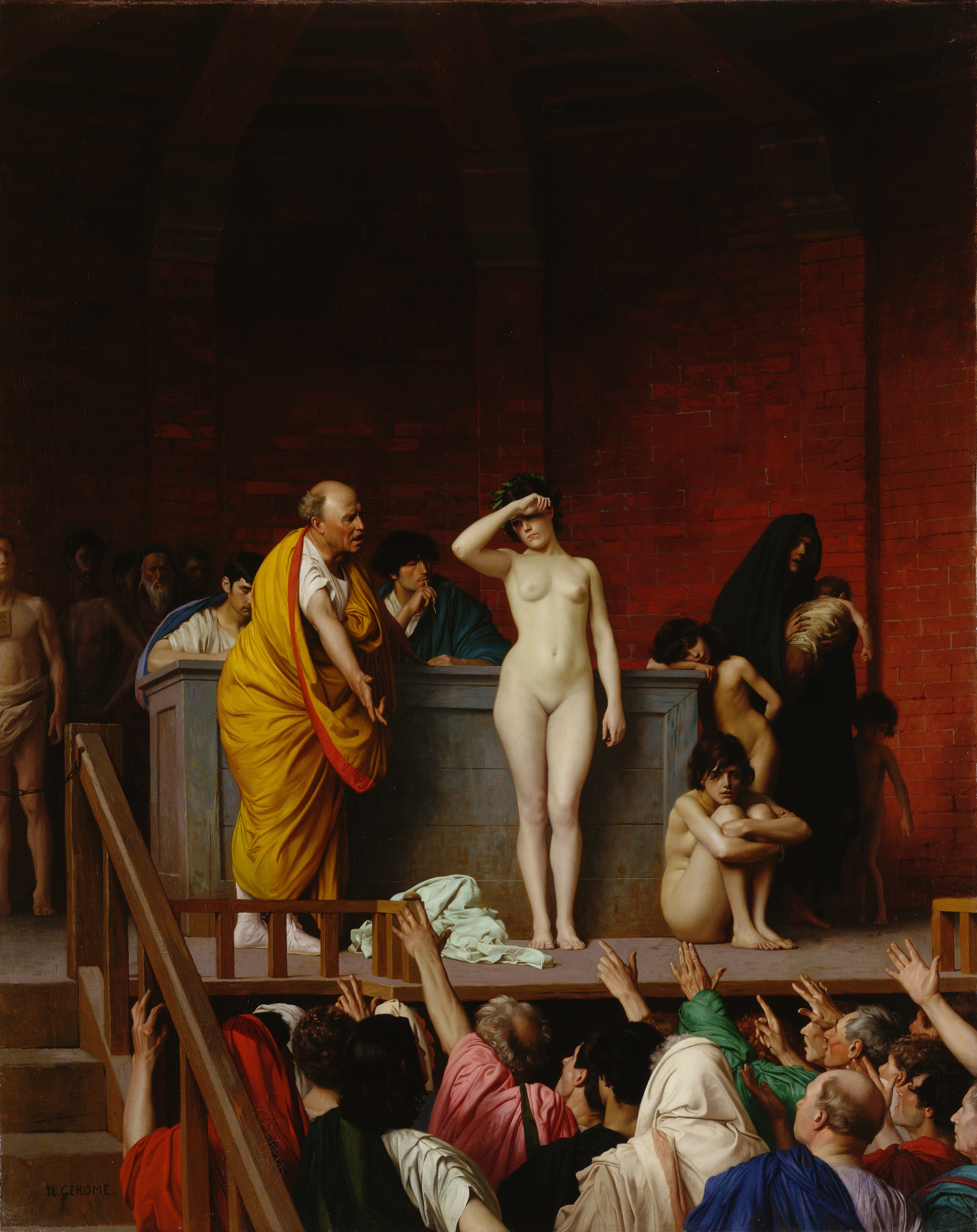
Verkoop van een slavin in Rome, Jean-Léon Gérôme
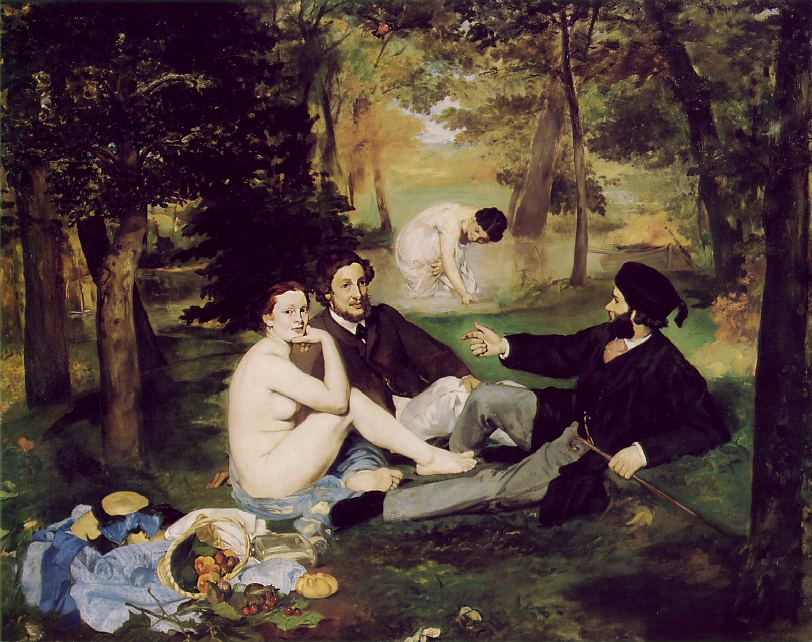
Ontbijt op het gras, Édouard Manet, 1863
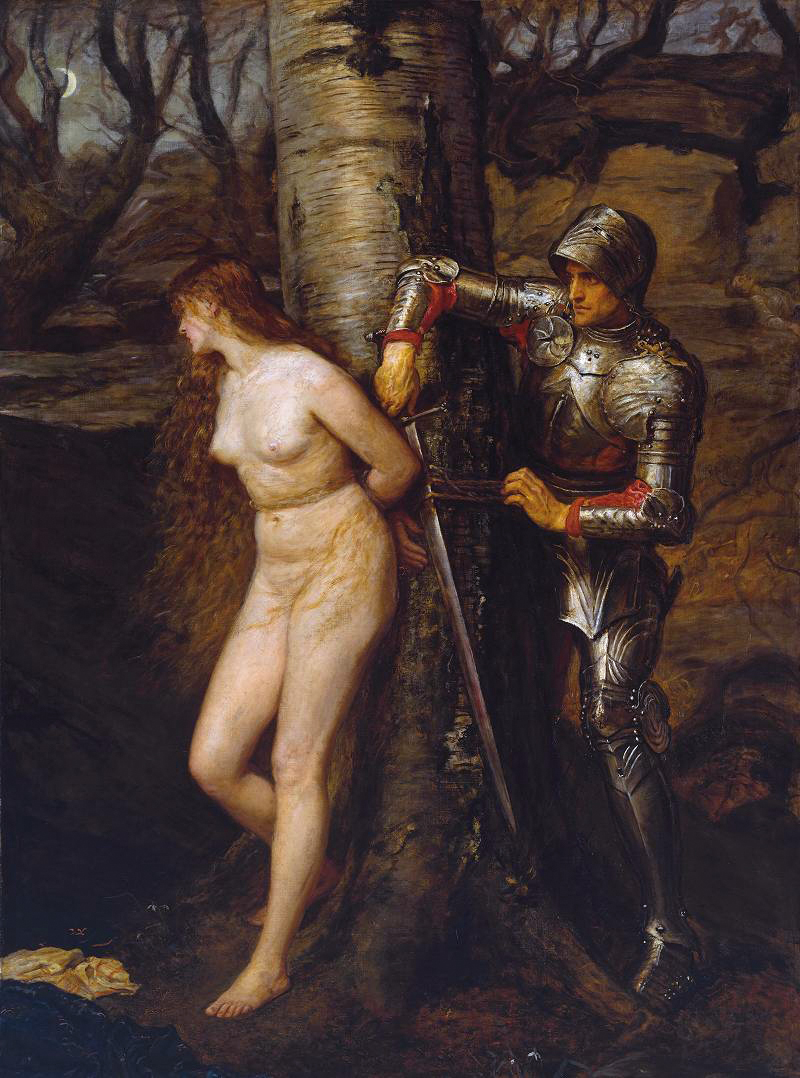
John Everett Millais, De dolende ridder, 1870
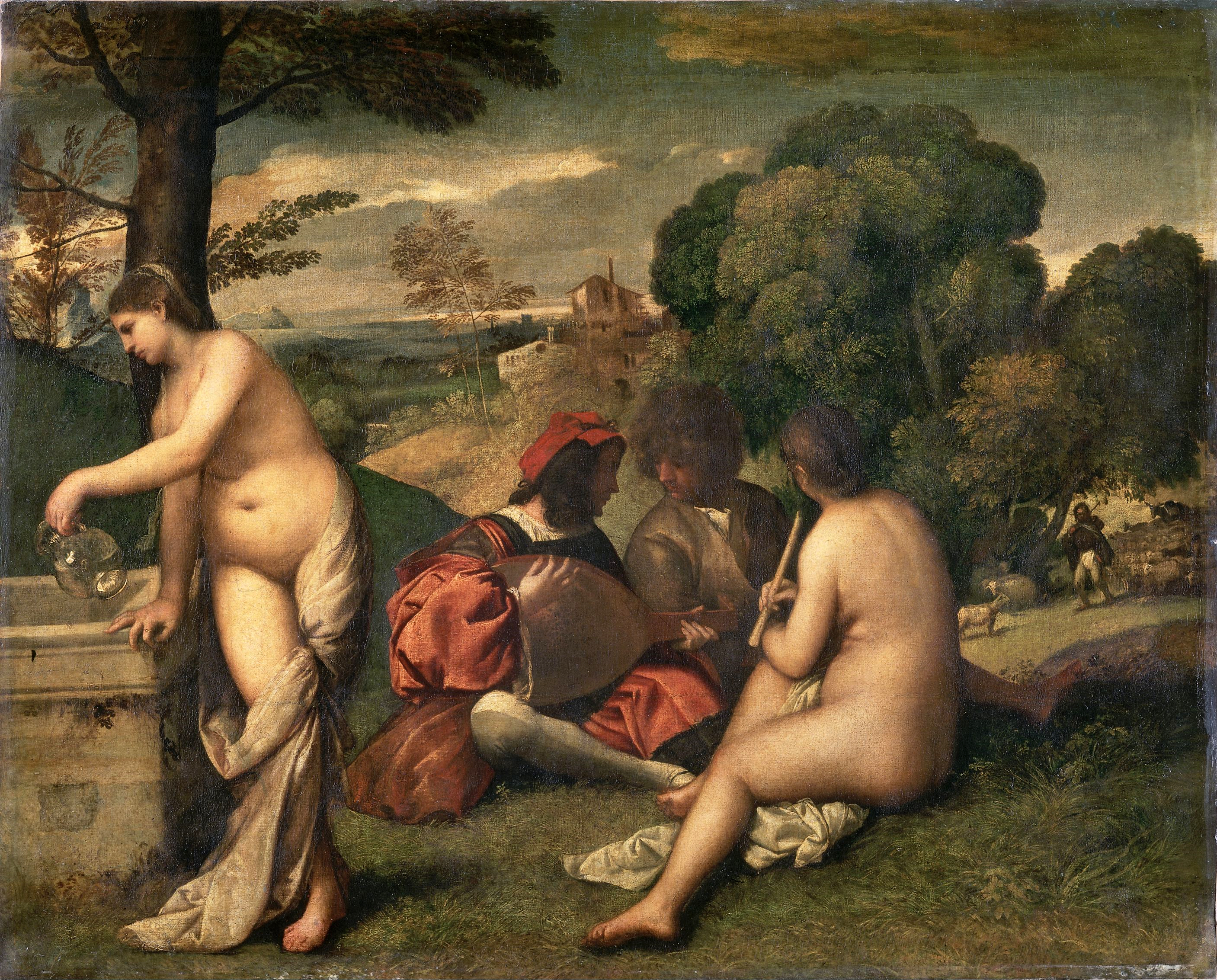
Countryconcert, Tiziano Vecellio, ca. 1509
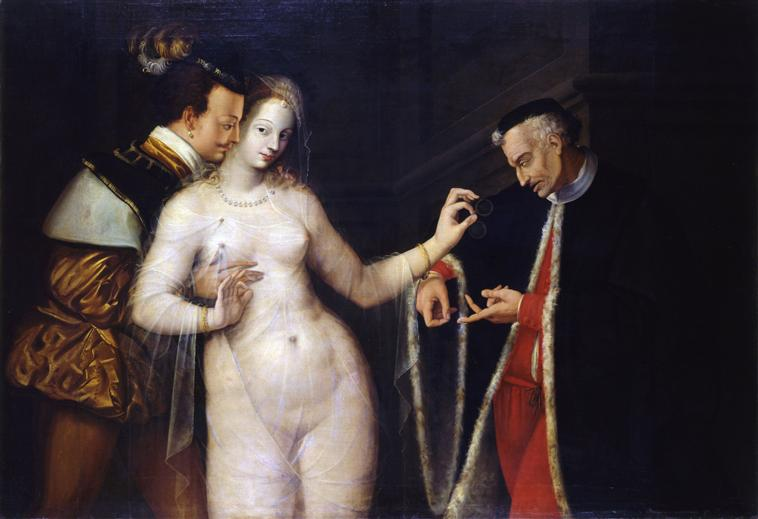
La Femme entre les deuxâges, ca. 1575
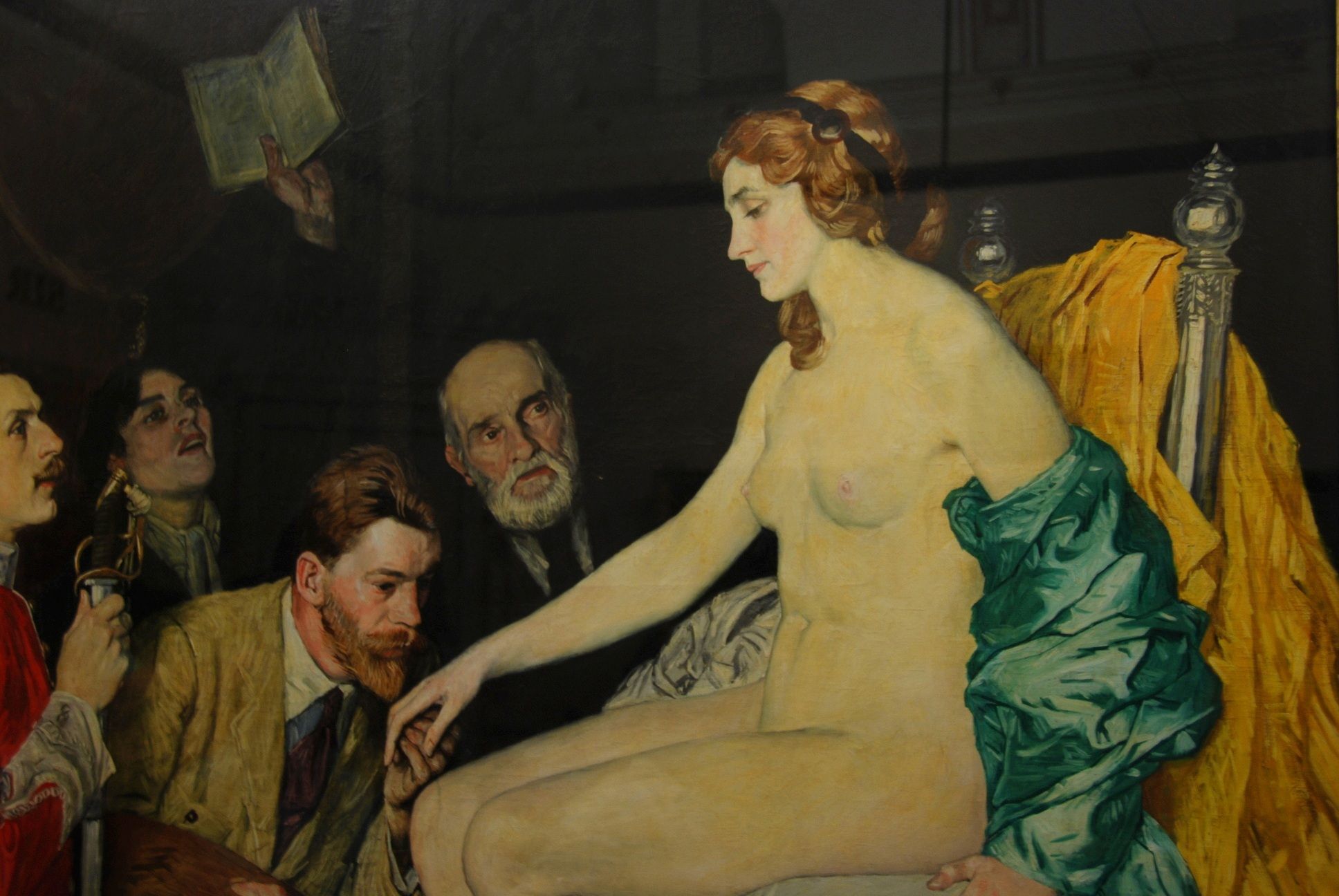
Aanbidding, William Strang, 1913

Vrouwelijk naakt is een terugkerend artistiek thema geweest, vooral in negentiende-eeuwse oriëntalistische schilderijen. Een typische CMNF-scène kan een pornografische afbeelding zijn van seksuele slavernij waarbij een of meer vrouwelijke slaven worden getoond voor een publiek van mannen in een afbeelding van een slavenmarkt. Het archetypische voorbeeld van dit soort taferelen wordt afgebeeld door Jean-Léon Gérôme in het schilderij The Slave Market, waar een naakte slavin wordt onderzocht door een potentiële koper. Een ander voorbeeld van dezelfde auteur is Phryne voor de Areopaag, dat was gebaseerd op het proces van Phryne voor het oude Griekenland. Een andere typische scène in de CMNF-afbeelding was die van de harem.
Buiten de oriëntalistische stijl was een scenario voor uitsluitend vrouwelijke naaktheid in de negentiende eeuw dat van de dolende ridder, waar de jonkvrouw in nood werd gebruikt als onderwerp om de erotische subtekst te verkennen van de machtige ridder die de hulpeloze vrouw te hulp schiet. Het beste voorbeeld hiervan is het schilderij De dolende ridder van John Everett Millais, waar een naakte vrouw aan een boom is vastgebonden en de ridder de touwen wegsnijdt.
Een ander voorbeeld is het schilderij Le déjeuner sur l'herbe van Édouard Manet, waarop een naakte vrouw wordt afgebeeld die samen met twee volledig geklede mannen dineert. Het Country-concert (ca. 1510) toegeschreven aan Giorgione of aan zijn leerling Tiziano Vecellio wordt genoemd als inspiratiebron voor Manets schilderij.
Het schilderij Aanbidding uit 1913 van William Strang presenteert een filosofische studie in schoonheid, met de soldaat, de schilder, de schooljongen en de oudere heer gefascineerd door het naakte vrouwelijke onderwerp.